# Das Geheimnis der Pagode
Das Geheimnis der Pagode ist ein Kriminalfilm der deutschen Filmreihe Harry Higgs. Er entstand 1917 unter der Regie von Rudolf Meinert mit Hans Mierendorff in der Hauptrolle des Detektivs.

## Handlung
Der Millionär van Geldern besitzt fünf Miniatur-Pagoden, die ihm jedoch gestohlen werden. In einer dieser Pagoden hat van Geldern den Plan eines Verstecks von vier riesigen Diamanten deponiert. Der Privatdetektiv Harry Higgs wird eingeschaltet, und ihm gelingt es tatsächlich, den Dieb und seine Komplizin dingfest zu machen.

## Produktionsnotizen
Das Geheimnis der Pagode passierte im August 1917 die Zensur und erhielt in Deutschland Jugendverbot. In Österreich-Ungarn, wo man den Film ab dem 27. Juni 1918 sehen konnte, besaß er eine Länge von rund 1600 Meter.
Die Bauten schuf Manfred Noa.

## Kritik
In Paimann’s Filmlisten ist zu lesen: „Stoff und Szenerie recht gut Photos und Spiel sehr gut.“